# 考德特
考德特，是西班牙卡斯蒂利亚-拉曼恰自治区阿尔瓦塞特省的一个市镇。 总面积142km², 总人口9150人（2001年），人口密度64人/km²。